# Pycnophyllum mattfeldii
Pycnophyllum mattfeldii là loài thực vật có hoa thuộc họ Cẩm chướng. Loài này được J.F. Macbr. miêu tả khoa học đầu tiên năm 1937.